# Гвинтова передача

Гвинтова передача кочення у дії

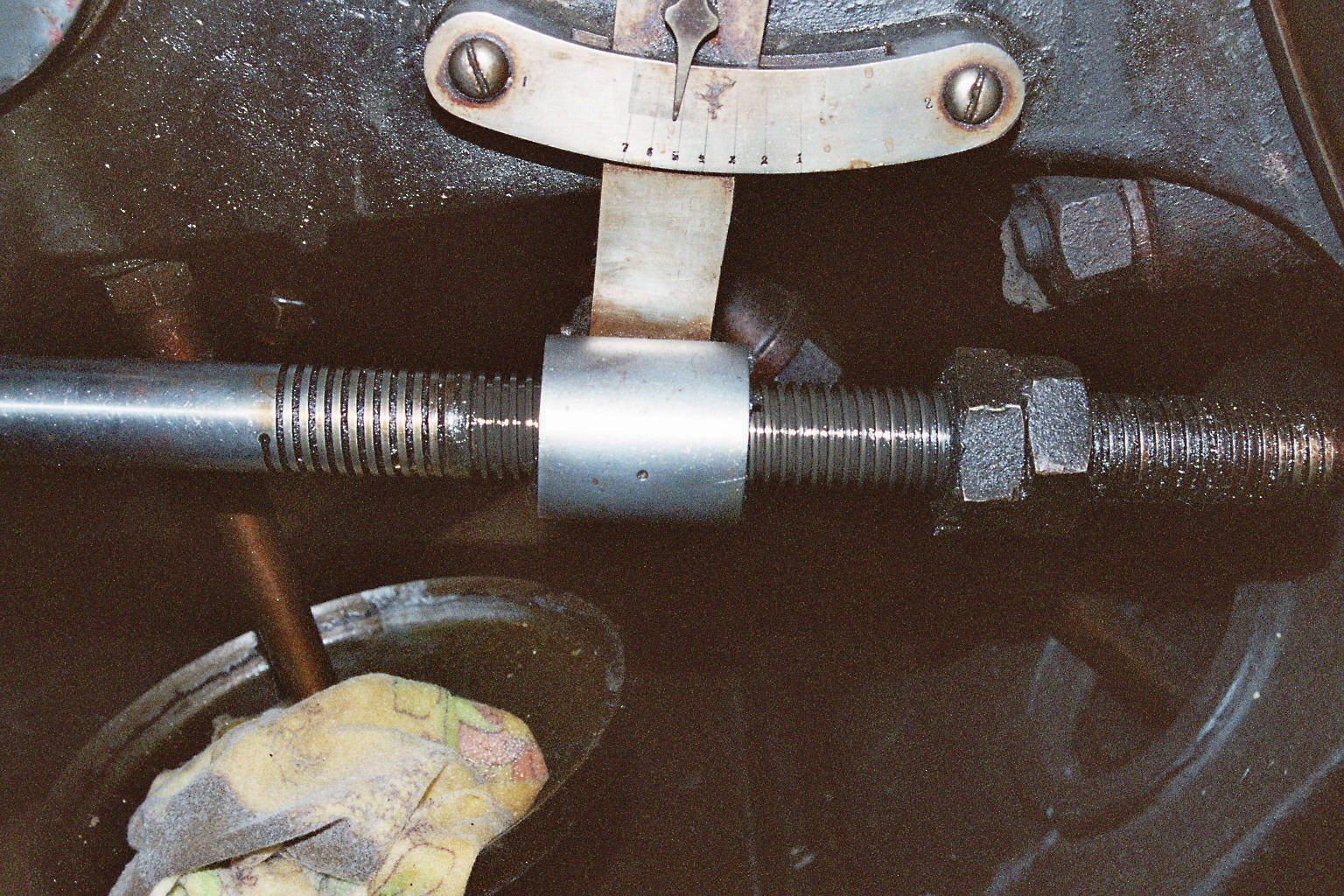
Гвинтова передача ковзання

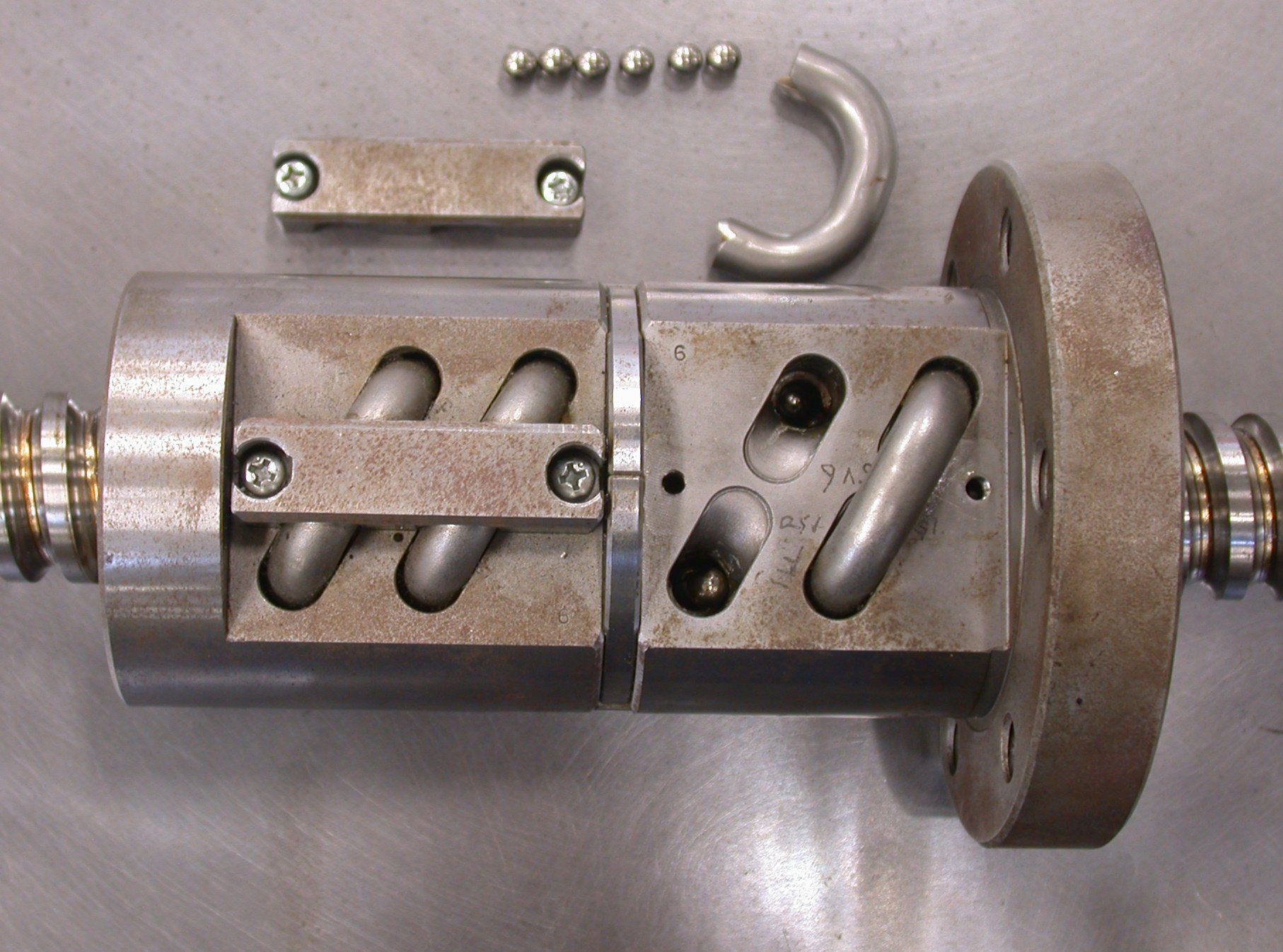
Кулькогвинтова передача, з відкритим зворотним каналом

Гвинтова́ переда́ча (гвинтови́й механі́зм або передача типу «гвинт-гайка») — механічна передача (гвинтова пара), що перетворює обертовий рух у поступальний або навпаки. У загальному випадку вона складається з гвинта і гайки.

## Основні види
Гвинтові передачі за видом тертя у них діляться на:
- передачі ковзання;
- передачі кочення, які за виконанням тіл кочення діляться на:
  - кулькогвинтові передачі кочення;
  - роликогвинтові передачі кочення.

Гвинтові механізми принципово нічим не відрізняються від різьбових з'єднань, але так як вони застосовуються для передачі руху, то сила тертя в нарізі повинна бути мінімальною. Найменше тертя між гвинтом і гайкою забезпечує прямокутна нарізь, однак через низьку технологічність і невелику міцність в порівнянні з трапецоїдною різзю роблять її застосування обмеженим. Тому для ходових гвинтів застосовують головним чином трапецоїдні нарізі із дрібним, середнім і великим кроками і упорну нарізь. Найбільшого поширення набула трапецоїдна різь із середнім кроком. Трапецієподібну нарізь із дрібним кроком використовують при відносно невеликих переміщеннях; трапецієподібну нарізь з великим кроком — при важких умовах експлуатації. Такий профіль різі дозволяє використовувати її в механізмах з реверсивним рухом.
Нарізь гвинтів та гайок передач буває правою або лівою, однозахідною або багатозахідною.
Рівці (жолоби) гвинта кулькогвинтової передачі і гайки в осьовому перерізі мають напівкруглу форму. Нерозривний замкнений потік кульок заповнює гвинтовий простір між жолобами по всій довжині гайки. Після його проходження, кульки переходять в заокруглений трубчастий зворотний канал, по якому вони повертаються в робочу зону гвинтової пари. ККД такої передачі становить 0,95.

## Характеристики
Передавальне відношення ({\displaystyle i\,\!}) дорівнює:
{\displaystyle i={\frac {\pi d}{P_{1}}}}
де {\displaystyle d\,\!} — діаметр кола, по якому рухається точка прикладання сили; {\displaystyle P_{1}\,\!} — хід гвинта.
Хід гвинта дорівнює:
{\displaystyle P_{1}=Pn\,\!}
де {\displaystyle P\,\!} — крок різі; {\displaystyle n\,\!} — число заходів різі.

## Основні переваги і недоліки
Ці передачі безшумні в роботі, що досягається підвищеною плавністю зачеплення, прості за конструкцією і у виготовленні і дозволяють отримувати великий виграш у зусиллях. До недоліків слід віднести: відносно низький ККД, схильність до заїдання, відносна тихохідність передач.

## Матеріали
Матеріали гвинтів повинні мати високу зносостійкість та добру оброблюваність, а сильно навантажені — високу міцність. Гвинти, що не підлягають гартуванню, виготовляють із сталей 45, 50, А50, а гвинти, що повинні піддаватись гартуванню, виготовляють із сталей У10, У65, 40Х, 40ХГ тощо. Матеріал гайок — бронзи олов'яні БрО7Ф0,2, БрОЦС-6-6-3 тощо.
Гвинти передач кочення виготовляють із сталей ХВГ, 7ХГ2ВМ з об'ємним загартуванням. Матеріал гайок — сталі 9ХС, ШХ15, ХВГ з об'ємним загартуванням.

## Застосування
В залежності від основних вимог, що ставляться до них, гвинтові передачі та їх гвинти поділяються на:
- Вантажні, що використовуються для створення великих осьових сил (в підйомних механізмах, верстатах, гвинтових пресах тощо). При знакозмінному навантаженні мають трапецієподібну нарізь, при великому односторонньому навантаженні — упорну. Гайки вантажних гвинтів виконуються цілісними. В домкратах для забезпечення великої сили та самогальмування використовують однозахідну нарізь з малим кутом підйому Ψ гвинтової лінії.
- Ходові, які використовуються для переміщень в механізмах подачі (наприклад, механізми подачі робочих інструментів у верстатах). Для зменшення тертя мають, в основному, трапецієподібну багатозахідну нарізь. Для усунення «мертвого» ходу через знос нарізі гайки ходових гвинтів виконують роз'ємними.
- Встановлювальні — використовуються для точних переміщень та регулювання у вимірювальних приладах (механізми для точних переміщень, мікрометричні і диференціальні гвинти), в прокатних станах (регулювально-встановлювальні механізми підшипників, натискні гвинти). Зазвичай, мають метричну нарізь. Для забезпечення безлюфтової передачі гайки роблять спареними. В механізмах точних переміщень, де важливе мале тертя і відсутність зазору в нарізі, використовують кулькові пари.